# Cracticus argenteus
L'uccello beccaio dorsoargenteo (Cracticus argenteus Gould, 1841) è un uccello passeriforme della famiglia Artamidae.

## Etimologia
Il nome scientifico della specie, argenteus, è un riferimento alla livrea di questi uccelli, così come lo è il loro nome comune.

## Descrizione

### Dimensioni

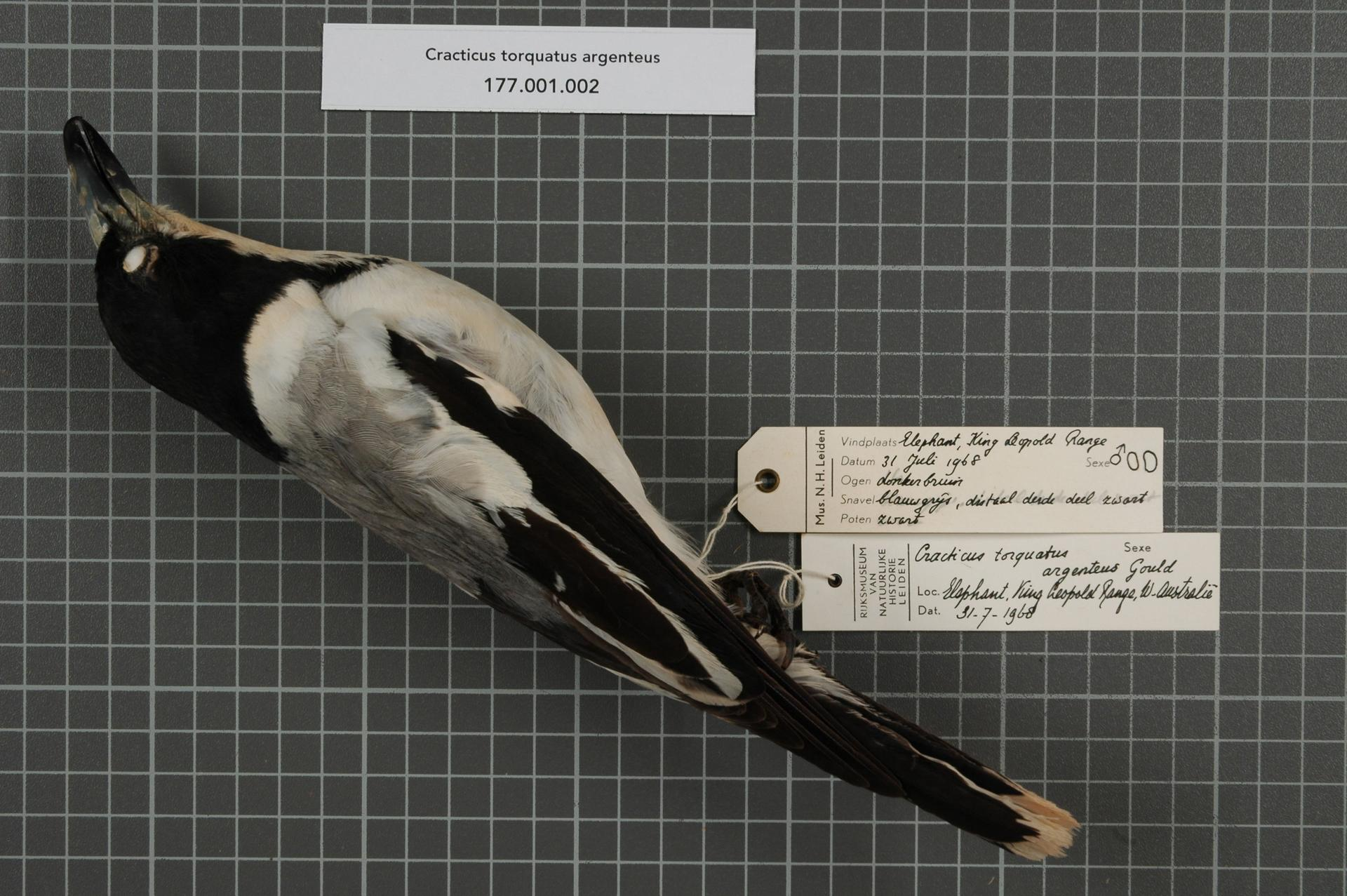
Visione laterale di maschio impagliato.

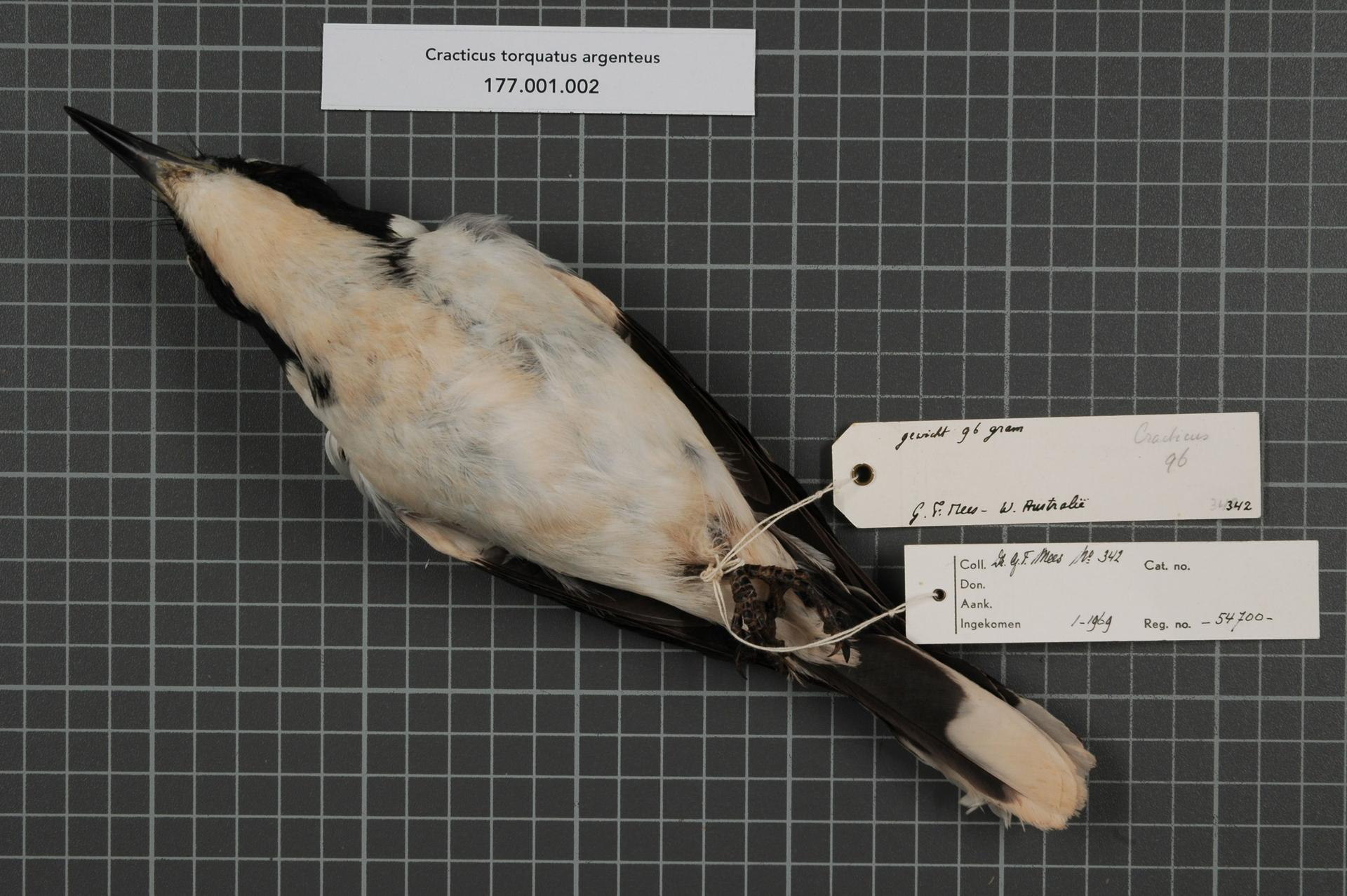
Visione ventrale di maschio impagliato.

Misura 27–30 cm di lunghezza, per 68-112 g di peso: a parità d'età, le femmine sono leggermente più piccole e slanciate rispetto ai maschi.

### Aspetto
Si tratta di uccelli dall'aspetto robusto, muniti di lunga coda squadrata, grossa testa anch'essa squadrata e con forte becco dalla punta della mandibola superiore lievemente uncinata: nel complesso, questi uccelli somigliano molto all'affine uccello beccaio dal cappuccio, dal quale differiscono principalmente per le aree bianche più nitide e candide ed il dorso di colore più chiaro.
Il piumaggio, come intuibile dal nome comune, è di colore grigio cenere su dorso e ali, con queste ultime che presentano remiganti nere (con la primaria centrale completamente bianca) e copritrici primarie anch'esse nere, mentre le secondarie sono bianche: la superficie inferiore delle ali è anch'essa di colore bianco, ben visibile quando l'animale è in volo. La gola, i lati del collo, il petto, i fianchi, il ventre, il codione ed il sottocoda sono anch'essi di colore bianco, mentre la coda è nera, così come nero è il cappuccio che copre fronte, vertice, guance e nuca, spingendosi ai lati del collo fin quasi alla scapola.
Le zampe sono di colore nerastro, gli occhi sono di colore bruno scuro ed il becco è grigio-bluastro con punta nerastra.

## Biologia

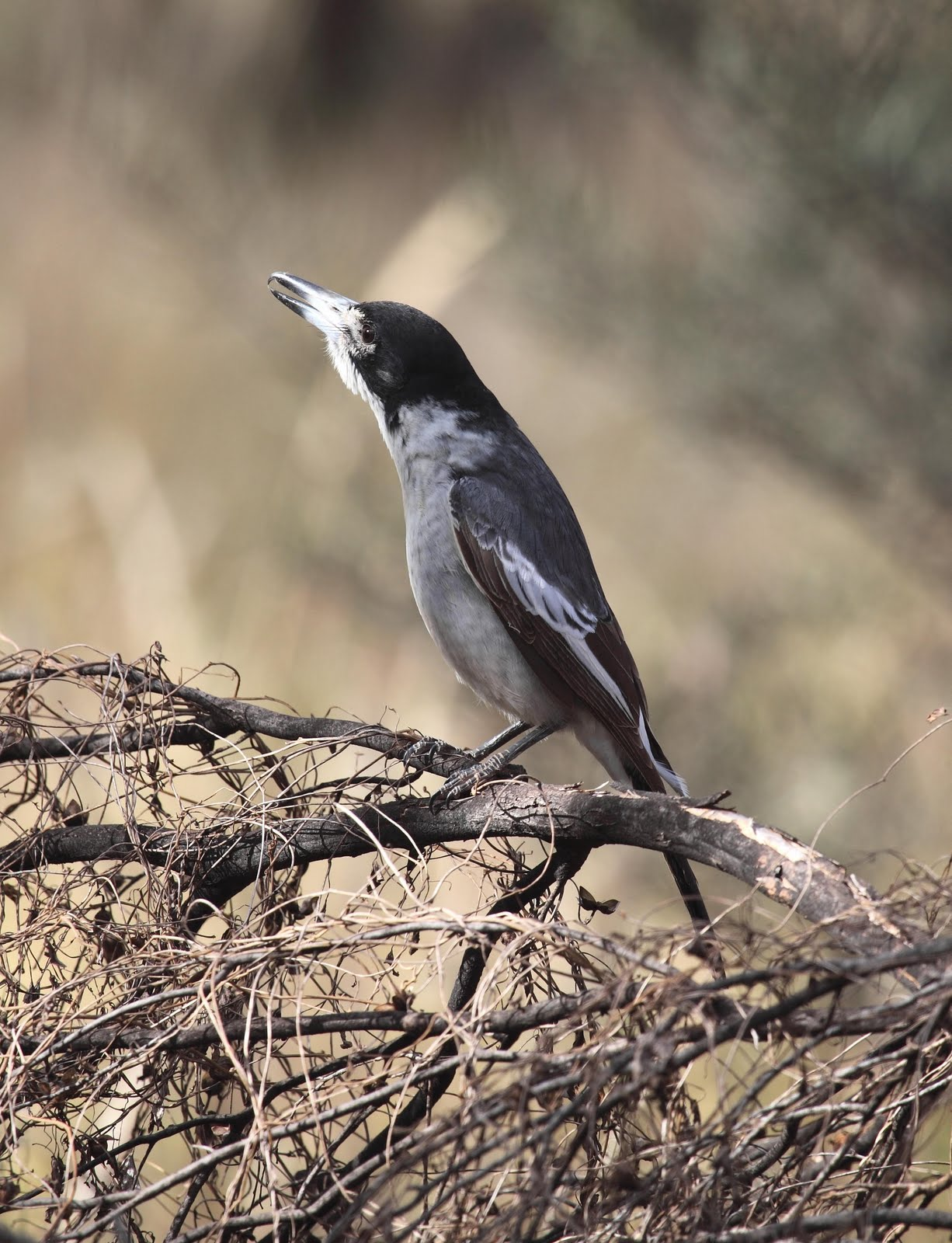
Esemplare canta nel Territorio del Nord.

Si tratta di uccelli diurni, che di sera si riuniscono in gruppi (che condividono il territorio) su posatoi comuni, mentre durante il giorno si disperdono alla ricerca di cibo, che viene effettuata singolarmente o in coppie: questi uccelli passano la maggior parte della giornata su posatoi dai quali possono godere di buona visuale del terreno circostante, scendendo in picchiata su eventuali prede che passino nelle vicinanze.

### Alimentazione
La dieta dell'uccello beccaio dorsoargenteo è onnivora con preponderanza della parte carnivora/insettivora su quella vegetariana: questi uccelli si nutrono infatti in massima parte di grossi insetti e piccoli vertebrati, come topolini, rettili, nidiacei e uova, mentre di tanto in tanto si cibano anche di granaglie, bacche, frutta e nettare.

### Riproduzione
La stagione degli amori cade fra agosto e settembre, ossia alla fine della stagione secca: si tratta di uccelli monogami, con le coppie che divengono piuttosto territoriali durante il periodo riproduttivo, sebbene talvolta un terzo esemplare dello stesso gruppo possa collaborare all'allevamento della prole.
Il nido è una struttura a coppa, con parte esterna composta da rametti intrecciati grossolanamente e parte interna foderata da erba secca e corteccia: al suo interno, la femmina depone 2-5 uova che provvede a covare da sola (così come appannaggio esclusivo della femmina è la costruzione del nido, mentre il maschio si occupa di proteggere il territorio) per circa 25 giorni, al termine dei quali schiudono pulli ciechi ed implumi.
I nidiacei vengono accuditi da ambedue i partner: essi sono pronti per involarsi a poco più di un mese dalla schiusa, pur continuando a rimanere nei pressi del nido ed a chiedere l'imbeccata ai genitori (sebbene via via più sporadicamente) fino a circa quattro mesi di vita.

## Distribuzione e habitat
L'uccello beccaio dorsoargenteo è endemico del nord dell'Australia, dove è diffuso lungo la fascia costiera della regione di Kimberley e della terra di Arnhem, spingendosi a sud fino alle propaggini settentrionali del Gran Deserto Sabbioso e del Tanami.
L'habitat di questi uccelli è rappresentato dalla foresta (tipicamente foresta riparia) non eccessivamente folta a prevalenza di eucalipto e Melaleuca argentea, con presenza di radure ed aree aperte dove procacciarsi il cibo.

## Tassonomia
Se ne riconoscono due sottospecie:
- Cracticus argenteus argenteus Gould, 1841 - la sottospecie nominale, diffusa nella porzione occidentale dell'areale occupato dalla specie;
- Cracticus argenteus colletti Mathews, 1912 - diffusa nella porzione orientale dell'areale occupato dalla specie.

Alcuni autori riconoscerebbero anche una sottospecie latens dell'isola di Uwins (sinonimizzata con la nominale).
In passato, l'uccello beccaio dorsoargenteo è stato considerato una sottospecie dell'uccello beccaio dal cappuccio, col nome di C. torquatus argenteus: le due specie, tuttavia, presentano areale disgiunto e differiscono in maniera piuttosto consistente nelle vocalizzazioni, oltre a presentare delle differenze nella livrea, sicché si ritiene più corretta la loro separazione.